# Ala-Vehkajärvi
Ala-Vehkajärvi är en sjö i kommunen Sysmä i landskapet Päijänne-Tavastland i Finland. Sjön ligger 78,8 meter över havet. Arean är 76 hektar och strandlinjen är 9,78 kilometer lång. Sjön  ingår i Kymmene älvs huvudavrinningsområde.   Den ligger omkring 56 km norr om Lahtis och omkring 150 km norr om Helsingfors. 
I sjön finns ön Kalasaari. 